# 裂叶脆蒴报春
裂叶脆蒴报春（学名：Primula chionata），为报春花科报春花属下的一个植物种。